# StartUp-Manager
StartUp-Manager es un programa para configurar GRUB, GRUB2, Usplash y Splashy.  Originalmente era un proyecto de Ubuntu, pero se adaptó más tarde a Debian.